# 紀元前79年
紀元前79年（きげんぜん79ねん）は、ローマ暦の年である。

## 他の紀年法
- 干支 : 壬寅
- 日本
  - 崇神天皇19年
  - 皇紀582年
- 中国
  - 前漢 : 元鳳2年
- 朝鮮
  - 檀紀2255年
- 仏滅紀元 : 466年
- ユダヤ暦 : 3682年 - 3683年

## できごと

### ローマ
- ルキウス・コルネリウス・スッラが独裁官を辞任した。
- マルクス・トゥッリウス・キケロがアテネ及びロドス島を訪れ、哲学と修辞技法の研究を続けた。